# Золотарёва, Светлана Васильевна
Светлана Васильевна Золотарёва (до замужества Белякова; род. 19 апреля 1938, Ташкент) — советская спортсменка, трёхкратная чемпионка СССР (1957—1959) и двукратная чемпионка Европы (1957, 1958) по академической гребле. Мастер спорта СССР (1957). Заслуженный мастер спорта России (2005). 

## Биография
Родилась 19 апреля 1938 года в Ташкенте. В 1945 году вместе с семьёй переехала в Москву, где в возрасте 14 лет начала заниматься академической греблей в детской спортивной школе «Стрелка» у Екатерины Титовой. В дальнейшем в разные годы тренировалась под руководством Марии Щукиной, Василия Багрецова и Петра Пахомова.
Наиболее значимых результатов добивалась во второй половине 1950-х годов, когда трижды становилась чемпионкой СССР и дважды выигрывала золотые медали чемпионатов Европы в классе четвёрок парных.
В 1961 году окончила Московский текстильный институт. В 1963 году завершила свою спортивную карьеру. С 1963 по 1999 год занималась преподавательской и научной деятельностью на кафедре химической технологии волокнистых материалов во Всесоюзном заочном институте текстильной и лёгкой промышленности. В 1970 году защитила диссертацию на соискание учёной степени кандидата технических наук, в 1975 году ей было присвоено звание доцента. Является автором 2 изобретений в области разработки рецептуры крашения и печатания текстильных материалов.
На протяжении многих лет занималась также судейством спортивных соревнований, в 1980-х годах занимала пост ответственного секретаря президиума Всесоюзной коллегии судей по академической гребле, в 1985 году ей было присвоено звание судьи всесоюзной категории.